# هلن جرومه ادی
هلن جرومه ادی (انگلیسی: Helen Jerome Eddy؛ ‏ ۲۵ فوریهٔ ۱۸۹۷ – ۲۷ ژانویهٔ ۱۹۹۰) بازیگر اهل ایالات متحده آمریکا بود.
از فیلم‌ها یا برنامه‌های تلویزیونی که وی در آن نقش داشته‌است می‌توان به مرا ستاره کن، چای تلخ ژنرال ین، فریسکو جنی، و کمیل اشاره کرد.